# Скопинское благочиние
Скопинское благочиние — благочиннический округ Скопинской епархии. Границы округа совпадают с границами Скопинского района Рязанской области. На 2011 год в благочиние 22 действующих храма, 21 из которых является объектом культурного наследия Российской Федерации.
| Изображение | Название                                            | Местное название                       | Дата постройки | Населенный пункт                                        | Состояние                                                  | Примечание |
| ----------- | --------------------------------------------------- | -------------------------------------- | -------------- | ------------------------------------------------------- | ---------------------------------------------------------- | ---------- |
|             | Собор Живоначальной Троицы                          | Троицкий                               | до 1676        | г. Скопин                                               | утрачен                                                    | [ 3 ]      |
|             | Церковь Святой великомученицы Параскева             | Пятницкая                              | 1629-1631      | г. Скопин                                               | утрачена                                                   | [ 4 ]      |
|             | Церковь Входа Господня в Иерусалим                  | Успенская                              | 1703           | г. Скопин                                               | утрачена                                                   | [ 5 ]      |
|             | Церковь Покрова Пресвятой Богородицы                | Покровская или Никольская              | 1629-1631      | г. Скопин                                               | утрачена                                                   | [ 6 ]      |
|             | Церковь Казанской иконы Божией Матери               | Казанская                              | 1703           | г. Скопин                                               | утрачена                                                   | [ 7 ]      |
|             | Церковь Богоявления Господня                        | Богоявленская                          | 1698           | г. Скопин                                               | утрачена                                                   | [ 8 ]      |
|             | Кафедральный собор Сретения Господня г. Скопина     | Сретенский                             | 1701           | г. Скопин                                               | действует Объект культурного наследия № 6210148000         | [ 9 ]      |
|             | Церковь Вознесения Господня                         | Вознесенская                           | 1744           | г. Скопин                                               | восстанавливается Объект культурного наследия № 6200001216 | [ 10 ]     |
|             | Церковь Николая Чудотворца                          | Никольская                             | 1872           | г. Скопин                                               | действует Объект культурного наследия № 6200001215         | [ 11 ]     |
|             |                                                     | Александровская (при Реальном Училище) | 1876           | г. Скопин                                               | не действует                                               | [ 12 ]     |
|             | Церковь Георгия победоносца                         | Георгиевская                           | до 1689        | г. Скопин, ранее пос. Металлург, ранее с. Старые Кельцы | действует Объект культурного наследия № 6210149000         | [ 13 ]     |
|             | Успения Пресвятой Богородицы                        | Успенская                              | 1996           | с. Успенское                                            | действует                                                  |            |
|             | Церковь Святых князей страстотерпцев Бориса и Глеба | Борисоглебская                         | до 1592        | с. Корневое                                             | действует Объект культурного наследия № 6200345000         | [ 14 ]     |
|             | Церковь Георгия Победоносца                         | Георгиевская                           | 1754           | с. Новые Кельцы                                         | разрушен Объект культурного наследия № 6200001242          | [ 15 ]     |
|             | Церковь Покрова Пресвятой Богородицы                | Покровская                             | 1646           | с. Лопатино                                             | восстанавливается Объект культурного наследия № 6200001235 | [ 16 ]     |
|             | Церковь Рождества Пресвятой Богородицы              | Рождественская                         | до 1629        | с. Вослебово                                            | действует Объект культурного наследия № 6200340000         | [ 17 ]     |
|             | Церковь Покрова Пресвятой Богородицы                | Покровская                             | до 1676        | с. Пупки                                                | разрушена Объект культурного наследия № 6200349000         | [ 18 ]     |
|             | Церковь Архангела Михаила                           | Архангельская                          | 1654           | с. Кремлево                                             | действует Объект культурного наследия № 6200001233         | [ 19 ]     |